# زبان سوانی
زبان سوانی (ლუშნუ ნინ) یکی از زبان‌های کارتولی است که در ناحیه غربی گرجستانی سوانتی توسط مردم سوانی به کار می‌رود. تخمین زده می‌شود که گویشوران این زبان چیزی بین ۳۰٬۰۰۰ تا ۸۰٬۰۰۰ نفر باشند. یونسکو زبان سوانی را جزء زبان‌های در خطر شناخته است.